# Porfirio e Pepe
Porfirio e Pepe è una serie televisiva animata dei fratelli Nino e Toni Pagot. Esordì domenica 5 giugno 1977 su Rete Due alle 17:00, all'interno della TV2 Ragazzi in Qui cartoni animati ed aveva come protagonisti due gatti, Don Porfirio e Pepe, dal marcato accento napoletano. Alighiero Noschese ha dato voce a tutti i personaggi principali, imitando Alessandro Cutolo, Pietro De Vico e Eduardo De Filippo rispettivamente per i personaggi di Porfirio, Pepe e Scrovegno 'O Jettatore.
Ogni episodio era concluso dal dialogo tra Pepe e Don Porfirio:
«Don Porfirio, tutto voi potete!»
«Eh... modestamente, gatti siamo!».

## Episodi
| Nº | Titolo                 | Prima TV         |
| -- | ---------------------- | ---------------- |
| 1  | Operazione paradiso    | 5 giugno 1977    |
| 2  | Il colpo della polizza | 12 giugno 1977   |
| 3  | Vetro e confetti       | 19 giugno 1977   |
| 4  | Brivido sui tetti      | 26 giugno 1977   |
| 5  | Fracasso fatale        | 4 settembre 1977 |